# Meteor (missile)
Il Meteor è un missile aria-aria a lungo raggio sviluppato dalla MBDA, pensato per i complessi futuri scenari Beyond Visual Range (BVR).
Il progetto Meteor è stato varato dal Ministro della Difesa britannico per realizzare un missile aria-aria al fine di rimpiazzare il missile AIM-120 AMRAAM per la RAF. Equipaggerà l'Eurofighter Typhoon, il Dassault Rafale e il Saab JAS 39 Gripen.

## Tecnologia

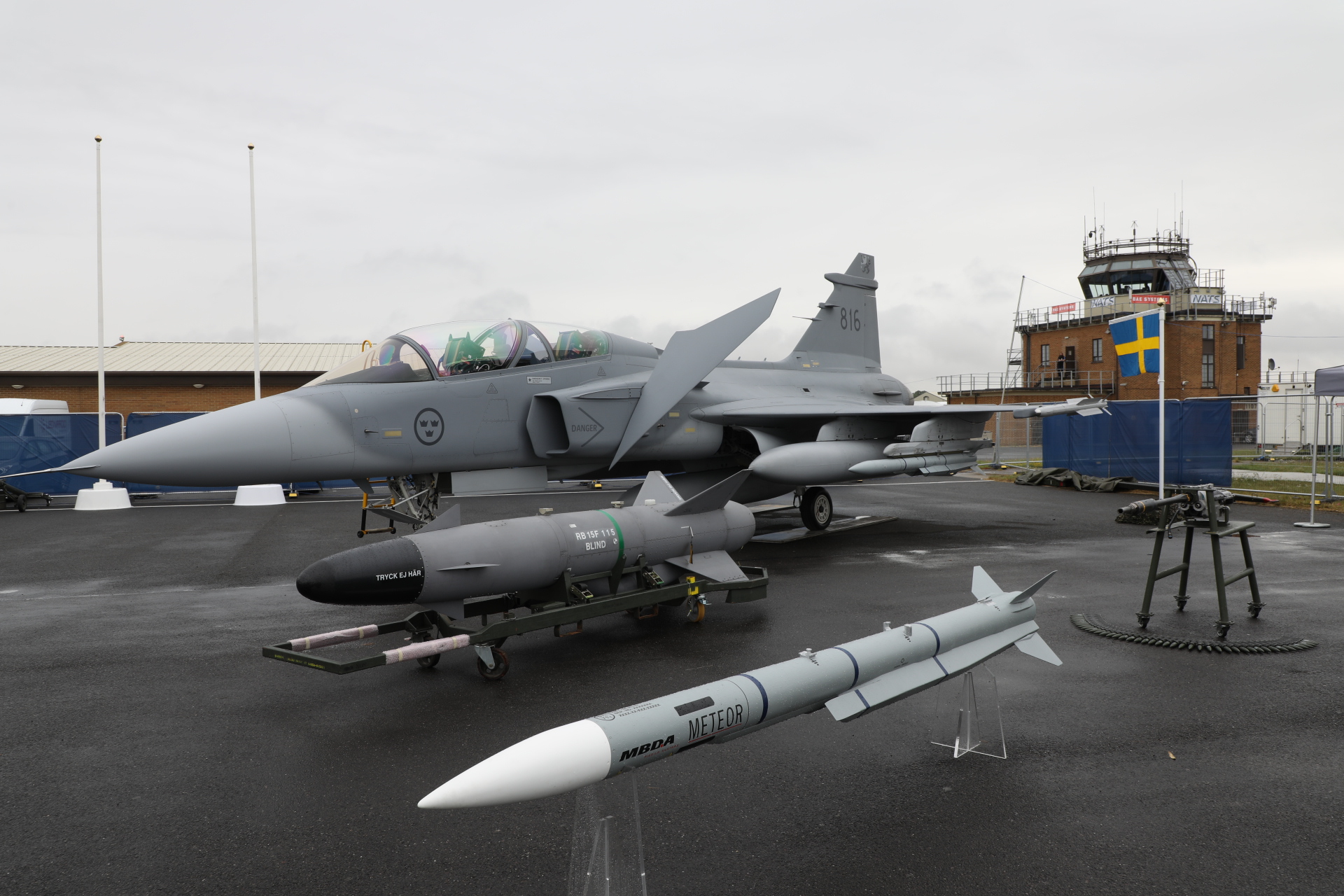
In basso il missile Meteor

Nel suo raggio di azione, il rivelatore radar guida autonomamente il missile sull'obiettivo con qualunque condizione meteo e anche in caso di contromisure elettroniche. L'uso di uno statoreattore alimentato da combustibile solido gli conferisce una gittata di oltre 100 km e una velocità massima di Mach 4.
La lista delle imprese coinvolte nel programma comprende MBDA UK Ltd, MBDA France SA, MBDA Italy SpA, MBDA D GmbH, INMIZE Sistemas SL, SELEX Sensors and Airborne Systems Ltd, Bayern-Chemie Protac GmbH, Saab Bofors Dynamics AB, INDRA Sistemas SA, LITEF GmbH/Northrop-Grumman.

## Storia

Operatori del missile Meteor nel 2019:
In blu gli operatori attuali
In azzurro gli operatori futuri.

Nel 1999, il Primo Ministro britannico, Tony Blair, era pressato dal Presidente degli Stati Uniti Bill Clinton a scegliere un missile aria-aria a lungo raggio americano per equipaggiare l'Eurofighter Typhoon. La Raytheon offrì sia un missile aria-aria a medio raggio (FMRAAM), un AMRAAM migliorato con uno statoreattore, che un missile aria-aria a lungo raggio (EMRAAM).
Nel maggio 2000 la Gran Bretagna annunciò che il missile Meteor della Matra BAe Dynamics sarebbe stato il prossimo missile a lungo raggio del Regno Unito. Con un contratto di 1,5 miliardi di sterline saranno garantiti 4.600 posti di lavoro. Uno dei maggiori benefici di avere un missile europeo per un aereo europeo (il Typhoon) è che l'esportazione non è soggetta al controllo degli Stati Uniti.
Il 23 dicembre 2009 il governo spagnolo ha autorizzato la firma del contratto per l'acquisto di 100 missili Meteor, inclusi i relativi apparati di prova a terra ed elementi accessori. Questo contratto costituisce il primo dopo quello iniziale da parte della Gran Bretagna.
L'Armée de l'air francese sostiene, nell'ottobre 2007, un obiettivo di 300 missili Meteor da impiegare sul Rafale. Un primo ordine di 200 missili è stato notificato dalla DGA alla MBDA nel dicembre 2010 per la Marine nationale e per l'Armée de l'air. Il primo missile sarà consegnato nel 2018.
L'Aeronautica Militare italiana ha sottoscritto un contratto di fornitura di 400 missili Meteor con operatività iniziale sul Typhoon prevista dal 2017.